# Okanogan megye
Okanogan megye az Amerikai Egyesült Államokban, azon belül Washington államban található. Megyeszékhelye Okanogan, legnagyobb városa Omak. Lakosainak száma 42 104 fő (2020. április 1.).

## Szomszédos megyék
- Ferry megye (kelet)
- Lincoln megye (délkelet)
- Grant megye (délkelet)
- Douglas megye (dél)
- Chelan megye (délnyugat)
- Skagit megye (nyugat)
- Whatcom megye (északnyugat)
- Fraser Valley Regional District (északnyugat)
- Regional District of Okanagan-Similkameen (észak)
- Regional District of Kootenay Boundary (északkelet)

## Népesség
A megye népességének változása:
| Lakosok száma | 41 238 | 41 339 | 41 247 | 41 193 | 41 516 | 42 104 |
|               | 2010   | 2011   | 2012   | 2013   | 2015   | 2020   |